# Prozio (chimica)
Il prozio (dal greco πρῶτος, primo) è un isotopo stabile dell'idrogeno (simbolo 1H), il cui nucleo è costituito unicamente da un protone.
Essendo l'isotopo largamente più diffuso (99,985%) dell'elemento più comune, rappresenta la forma chimica più abbondante dell'universo, oltre che la più semplice; per la stessa ragione le proprietà dell'idrogeno si intendono riferite comunemente al prozio. La sua presenza più comune sulla Terra è nella molecola dell'acqua.